# Velký Pavlovický rybník
Velký Pavlovický rybník je přírodní rezervace severovýchodně od obce Hlinka v okrese Bruntál. Nařízením Moravskoslezského kraje č. 14/2013 ze dne 4. června 2013 došlo k jejímu novému zřízení.
Důvodem ochrany je zachování vodních a mokřadních ekosystémů jako významných biotopů pro hnízdící a migrující ptactvo, obojživelníky a další významné druhy mokřadních společenstev a dále kuňka ohnivá (Bombina bombina).